# 加納インターチェンジ
加納インターチェンジ（かのうインターチェンジ）は、愛知県豊田市加納町にある猿投グリーンロードのインターチェンジである。
名古屋方面のみの出入口であり、八草ICまで出られない。

## 接続する道路
- 豊田市道

## 周辺
- 猿投温泉
- 中京大学豊田キャンパス

## 隣のインターチェンジ
猿投グリーンロード
八草東IC - 八草TB - 加納IC - 猿投IC